# 고양막걸리사수대작전
"고양막걸리사수대작전"은 2023년에 개봉한 대한민국의 영화이다.

## 캐스팅
- 송승현 : 진구 역
- 윤기원 : 태길 역
- 서준영: 경석 역

- 김형범 : 의문의 사내 역
- 권해성 : 경호실장 역
- 조혜원 : 진구아내 역
- 서은주 : 태길아내 역
- 노광흔 : 경찰서장 역
- 배준수 : 파출소장 역
- 이영승 : 오경장 역
- 우진 : 최경사 역
- 이인규 : 실비옥주인 역
- 이주미 : 실비옥 아내 역
- 최민 : 박정희 역
- 김정환 : 김정일 역
- 김진구 : 정회 역
- 주성환 : 최회장 역
- 김형준 : 이회장 역
- 안영채 : 박상무 역
- 강승연 : 여직원1 역
- 김효승 : 경찰간부1 역
- 안윤국 : 경찰간부2 역
- 양승걸 : 김정일 비서 역
- 정상훈 : 김정일 간부 역
- 고태진 : 신문기자 역
- 김현태 : 분대장 역
- 김경훈 : 군인1 역
- 김덕환 : 군인2 역
- 서정욱 : 이동욱 조사관 역
- 박성제 : 조사관2 역
- 임준호 : 조사관3 역
- 조윤혁 : 경호원1 역
- 박건후 : 경호원2 역
- 신세지 : 여경호원 역
- 이승아 : 술집주인 역
- 김유정 : 영숙 역
- 서지환 : 간첩 역
- 김민건 : 마을소년(길수) 역

## 같이 보기
- 2023년 대한민국의 영화 목록